# رولاند سفينسون (رسام)
رولاند سفينسون (بالسويدية: Roland Svensson) هو رسام ورسام توضيحي وفنان سويدي، ولد في 18 يناير 1910 في ستوكهولم في السويد، وتوفي بنفس المكان في 31 يوليو 2003.